# Wilsford
Wilsford is een civil parish in het bestuurlijke gebied North Kesteven, in het Engelse graafschap Lincolnshire met 400 inwoners.